# Rocher du Château

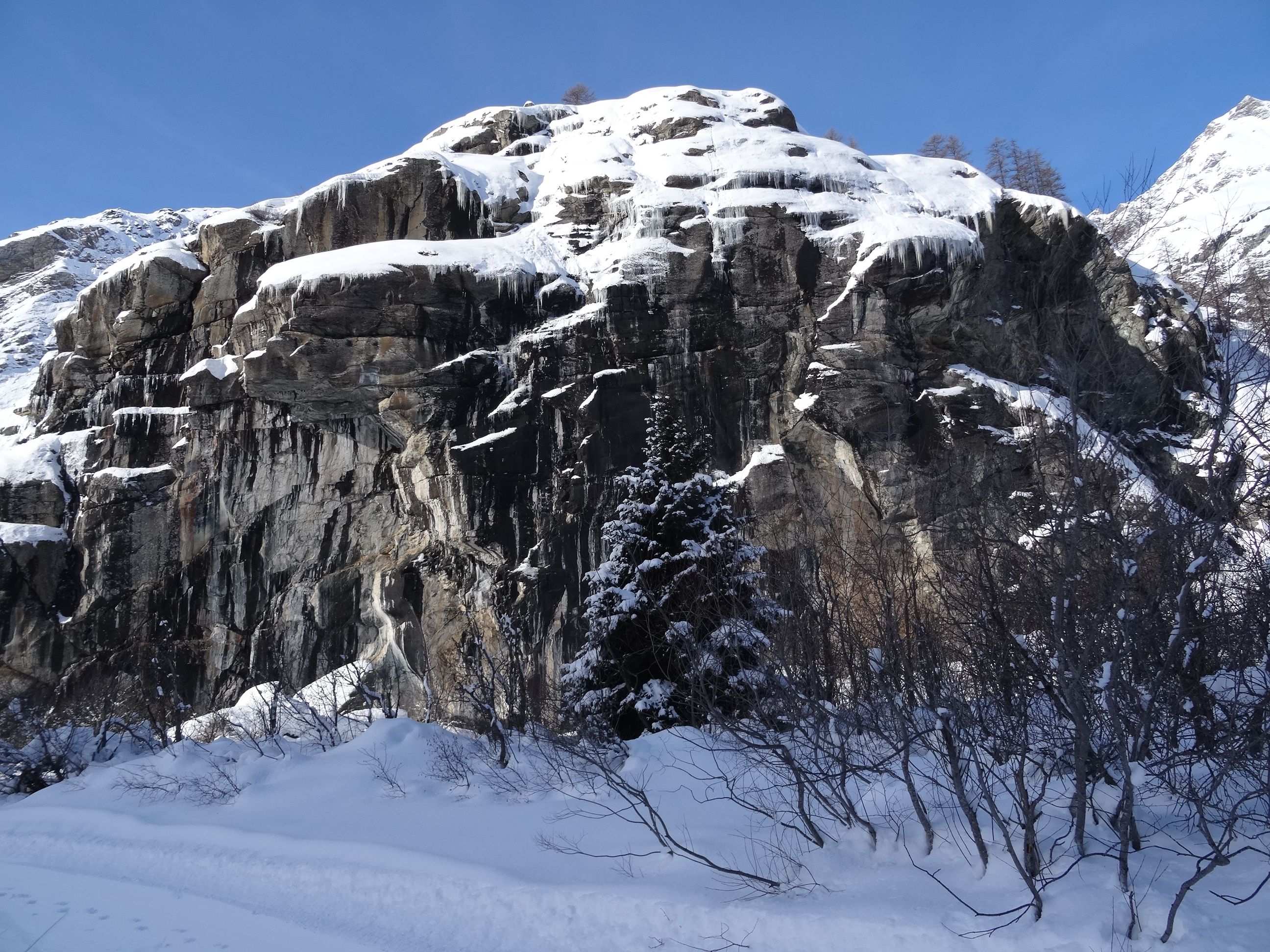
Le Rocher du Château.

Le Rocher du Château est un site préhistorique datant du Néolithique situé sur la commune de Bessans, en Savoie, à quelques kilomètres des gravures rupestres du Grand roc Noir. Il est particulièrement notable en raison de ses peintures rupestres, notamment un groupe de huit cerfs réalisés à l'ocre rouge. Toutefois, elles sont difficiles à percevoir à l'œil nu.

## Situation
Le site se trouve au pied de la falaise du Rocher du Château, à une altitude de 1750 mètres et sur la rive droite de l'Arc. Cette falaise d'une hauteur de près de 100 mètres formait un verrou glaciaire. Elle est constituée de serpentinite polie par le passage des glaces.

## Art rupestre

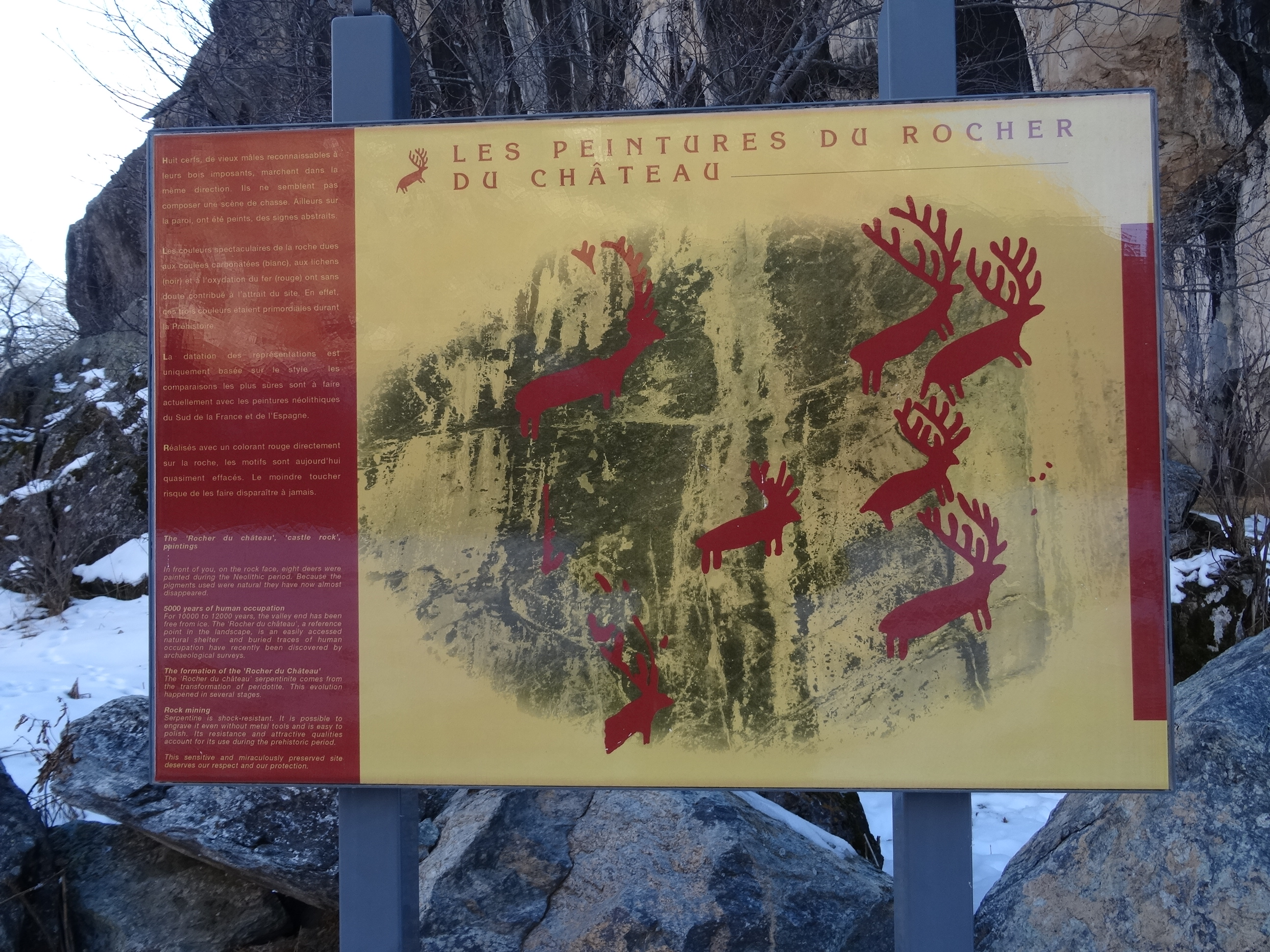
Les peintures.

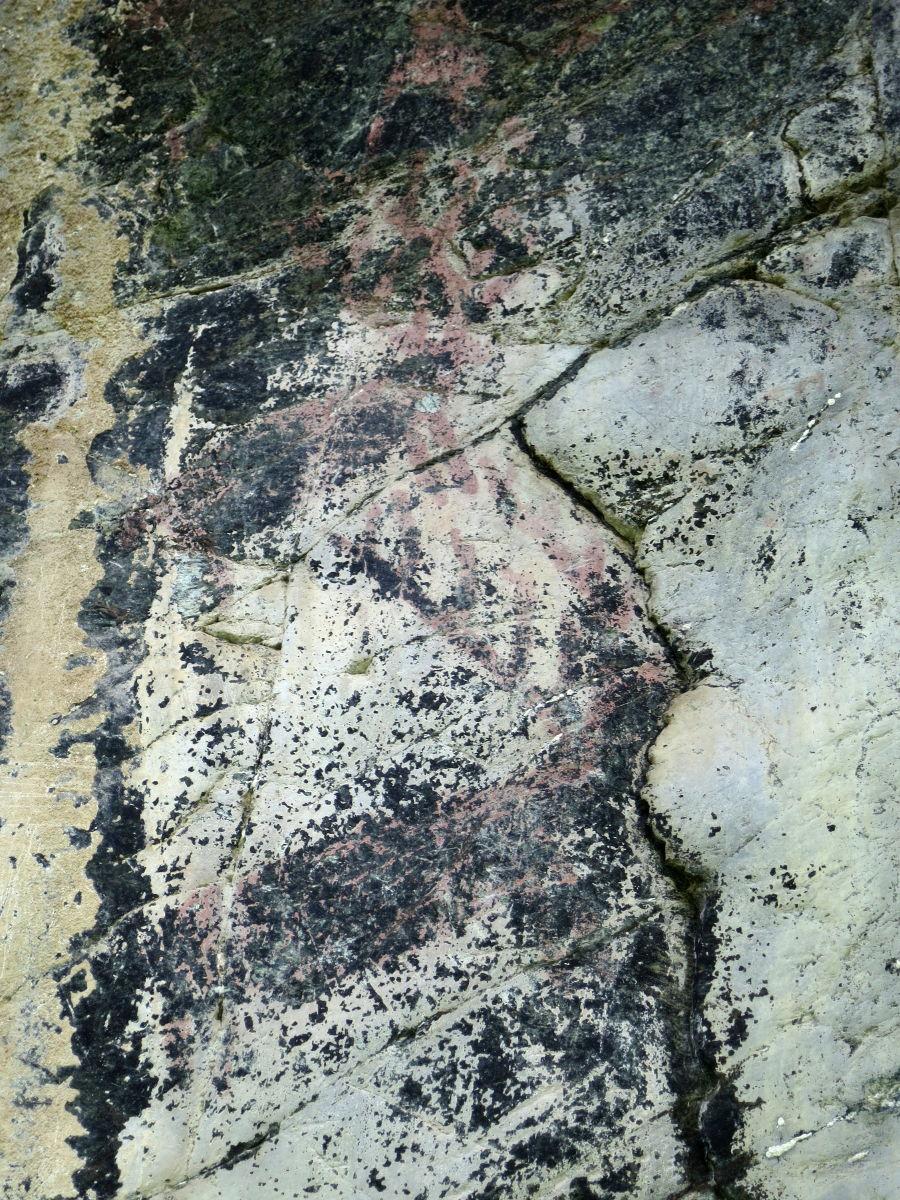
Deux cerfs peints sur le Rocher du Château.

Ce sont d'abord les peintures rupestres qui ont attiré l'attention. Elles ont été décrites pour la première fois en 1976 par G. Nehl.
En 2015, le relevé des peintures a été complété en utilisant un logiciel d'analyse des images. Il a révélé un grand nombre de figures schématiques (en forme d'ancres, de flèches ou de grilles), s'étendant sur une longueur de 80 mètres, et a permis de découvrir quatre autres cerfs autour du groupe de huit. Le panneau des cerfs est entouré par deux groupes de cupules et de nombreuses inscriptions du XIXe siècle.
D'un point de vue stylistique, les peintures schématiques rappellent celles des abris provençaux des IVe et IIIe millénaires av. J.-C..

## Vestiges archéologiques
Des sondages effectués de 1997 à 2003 au pied de la falaise ont permis de trouver plusieurs niveaux d'occupation allant du Néolithique moyen au Néolithique final. En particulier, la découverte de matières colorantes dans la couche attribuée à la culture des Vases à Bouche carrée (vers 4500 - 4000 av. J.-C.), une culture centrée sur l'Italie du Nord, a fourni un bon élément de datation des peintures.
Pour le Néolithique le plus ancien, les nombreuses armatures de flèche sont un indice que la chasse tenait un rôle important dans l'occupation de cet abri. Les produits de débitage en cristal de roche et en quartzite montrent que les groupes de cette époque connaissaient bien les ressources de la région et ne faisaient pas que passer.
Au Néolithique récent, c'est l'utilisation de la serpentinite qui est une des principales motivations de la présence humaine. Taillée et polie, elle sert à la fabrication d'armatures perçantes sur plaquettes minces. Des pointes de flèche en amphibolite ont aussi été découvertes.